# ستاد کل نیروهای مسلح جمهوری اسلامی ایران
ستاد کل نیروهای مسلح جمهوری اسلامی ایران عالی‌ترین نهاد نظامی در مجموعهٔ نیروهای مسلح ایران است، که مسئولیت هماهنگی میان نیروهای ارتش جمهوری اسلامی ایران و سپاه پاسداران انقلاب اسلامی، همچنین فرماندهی انتظامی و نیز وزارت دفاع را برعهده دارد. ریاست ستاد کل نیروهای مسلح برعهده سرلشکر سید عبدالرحیم موسوی است و سرتیپ محمدرضا قرایی آشتیانی جانشینی رئیس ستاد کل را برعهده دارد.

## پیشینه
ستاد کل نیروهای مسلح، بالاترین مرجع نظامی در مجموعه نیروهای مسلح ایران محسوب می‌شود. این ستاد وظیفهٔ سیاست‌گذاری، نظارت و کنترل کلیهٔ نیروهای مسلح ایران شامل ارتش، سپاه پاسداران و فرماندهی انتظامی اعم از زمینی، دریایی و هوایی را برعهده دارد. رئیس ستاد کل نیروهای مسلح، طبق اصل ۱۱۰ قانون اساسی به‌طور مستقیم توسط رهبر جمهوری اسلامی (بعنوان فرمانده کل قوا) منصوب می‌شود.
ستاد کل نیروهای مسلح ابتدا با نام ستاد فرماندهی کل قوا تأسیس شد، در اواخر جنگ ایران و عراق، به‌علت اختلاف و تعارضاتی که میان ستاد مشترک ارتش جمهوری اسلامی ایران و ستاد مشترک سپاه پاسداران، در جریان طراحی و اجرای عملیات‌های نظامی به‌وجود می‌آمد، تشکیل شد. این اختلافات، مسئولان ارشد کشور را بر آن داشت تا با تشکیل ستاد کل به عنوان مرجع عالی‌تر، به اختلافات میان ستادهای ارتش و سپاه خاتمه دهند. این ستاد از دی‌ماه ۱۳۷۰ به ستاد کل نیروهای مسلح تغییر نام پیدا کرد.
رئیس ستاد، محمد باقری، همراه با ۲۰ افسر ارشد دیگر در جریان جنگ ایران و اسرائیل در ۱۳ ژوئن ۲۰۲۵ کشته شد. پس از او، عبدالرحیم موسوی به عنوان رئیس ستاد کل نیروهای مسلح منصوب شد.

## وظایف
در آئین‌نامه انضباطی نیروهای مسلح جمهوری اسلامی ایران؛ ستاد کل نیروهای مسلح به‌همراه ارتش جمهوری اسلامی ایران، سپاه پاسداران انقلاب اسلامی و فرماندهی انتظامی، همچنین وزارت دفاع و سازمان‌های وابسته را مجموعه نیروهای مسلح جمهوری اسلامی ایران تعریف کرده‌است. ستاد کل نیروهای مسلح، در طول ستاد مشترک ارتش، ستاد فرماندهی سپاه پاسداران، ستاد فرماندهی  انتظامی و در رده بالاتر از آنها قرار دارد.

## رؤسا
رئیس ستاد کل نیروهای مسلح به‌طور مستقیم توسط رهبر جمهوری اسلامی ایران (در جایگاه فرمانده کل قوا) منصوب می‌شود.
1. میرحسین موسوی (خرداد ۱۳۶۷ – ۲۳ مرداد ۱۳۶۸)
2. سید حسن فیروزآبادی (۴ مهر ۱۳۶۸ – ۸ تیر ۱۳۹۵)
3. محمد باقری (۸ تیر ۱۳۹۵ – ۲۳ خرداد ۱۴۰۴)
4. سید عبدالرحیم موسوی (۲۳ خرداد ۱۴۰۴ – تاکنون)

## فهرست مقامات ارشد
| منصب                                        | متصدی           | متصدی            | متصدی                 | دوران تصدی | دوران تصدی              |            |
| منصب                                        | درجه بدو انتصاب | درجه بدو انتصاب  | نام                   | سال‌ها      | تغییرات درجه            |            |
| هیئت رئیسه                                  | هیئت رئیسه      | هیئت رئیسه       | هیئت رئیسه            | هیئت رئیسه | هیئت رئیسه              | هیئت رئیسه |
| ------------------------------------------- | --------------- | ---------------- | --------------------- | ---------- | ----------------------- | ---------- |
| رئیس                                        | —               | —                | میرحسین موسوی         | ۱۳۶۸–۱۳۶۷  | —                       |            |
| رئیس                                        | —               | —                | سید حسن فیروزآبادی    | ۱۳۹۵–۱۳۶۸  | دریافت سرلشکر بسیجی     |            |
| رئیس                                        |                 | سرلشکر پاسدار    | محمد باقری            | ۱۴۰۴–۱۳۹۵  | —                       |            |
| رئیس                                        |                 | سرلشکر           | سید عبدالرحیم موسوی   | اکنون–۱۴۰۴ |                         |            |
| جانشین رئیس                                 | —               | —                | سید حسن فیروزآبادی    | ۱۳۶۸–۱۳۶۷  | —                       |            |
| جانشین رئیس                                 |                 | —                | محمد فروزنده          | ۱۳۷۲–۱۳۶۸  | ؟                       |            |
| جانشین رئیس                                 |                 | سرتیپ            | علی صیاد شیرازی       | ۱۳۷۸–۱۳۷۲  | ترفیع به سرلشکر         |            |
| جانشین رئیس                                 |                 | سرلشکر پاسدار    | غلامعلی رشید          | ۱۳۹۵–۱۳۷۸  | —                       |            |
| جانشین رئیس                                 |                 | سرتیپ            | سید عبدالرحیم موسوی   | ۱۳۹۶–۱۳۹۵  | —                       |            |
| جانشین رئیس                                 |                 | سرلشکر           | عطاءالله صالحی        | ۱۳۹۸–۱۳۹۶  | —                       |            |
| جانشین رئیس                                 |                 | سرتیپ            | محمدرضا قرایی آشتیانی | ۱۴۰۰–۱۳۹۸  | —                       |            |
| جانشین رئیس                                 |                 | سرتیپ            | عزیز نصیرزاده         | ۱۴۰۳–۱۴۰۰  | —                       |            |
| جانشین رئیس                                 |                 | سرتیپ            | محمدرضا قرایی آشتیانی | اکنون–۱۴۰۳ |                         |            |
| رئیس حوزه ریاست                             |                 | سرتیپ دوم پاسدار | مجتبی معینی           | ۱۳۹۵–؟     | —                       |            |
| رئیس حوزه ریاست                             |                 | سرتیپ پاسدار     | ابوالقاسم فروتن       | اکنون–۱۳۹۵ |                         |            |
| معاونان                                     |                 |                  |                       |            |                         |            |
| معاون آماد، پشتیبانی و تحقیقات صنعتی        | —               | —                | بهزاد نبوی            | ۱۳۶۸–۱۳۶۷  | —                       |            |
| معاون آماد، پشتیبانی و تحقیقات صنعتی        |                 | —                | محمد فروزنده          | ۱۳۷۲–۱۳۶۸  | دریافت سرتیپ دوم پاسدار |            |
| معاون آماد، پشتیبانی و تحقیقات صنعتی        |                 | —                | حسین امیرمؤید         | ۱۳۷۶–۱۳۷۲  | —                       |            |
| معاون آماد، پشتیبانی و تحقیقات صنعتی        |                 | سرتیپ            | محمدحسین جلالی        | ۱۳۷۹–۱۳۷۶  | —                       |            |
| معاون آماد، پشتیبانی و تحقیقات صنعتی        |                 | سرتیپ پاسدار     | محمدرضا نقدی          | ۱۳۸۸–۱۳۷۹  | —                       |            |
| معاون آماد، پشتیبانی و تحقیقات صنعتی        |                 | سرتیپ پاسدار     | سید محمد حجازی        | ۱۳۹۳–۱۳۸۸  | —                       |            |
| معاون آماد، پشتیبانی و تحقیقات صنعتی        |                 | سرتیپ پاسدار     | علی عبداللهی          | ۱۳۹۵–۱۳۹۳  | —                       |            |
| معاون آماد، پشتیبانی و تحقیقات صنعتی        |                 | سرتیپ            | محسن دره‌باغی          | اکنون–۱۳۹۵ |                         |            |
| معاون آموزش و پژوهش                         |                 | سرتیپ دوم        | عطاءالله صالحی        | ؟ –۱۳۶۷    | —                       |            |
| معاون آموزش و پژوهش                         |                 | سرتیپ            | محمدحسن باقری         | ؟ –۱۳۹۵    | —                       |            |
| معاون آموزش و پژوهش                         |                 | سرتیپ            | محمود شیخ‌حسنی         | اکنون– ؟   |                         |            |
| معاون ارکان و امور مشترک                    |                 | سرلشکر پاسدار    | محمد باقری            | ۱۳۹۵–۱۳۹۳  | —                       |            |
| معاون اطلاعات و عملیات                      |                 | —                | علی شمخانی            | ۱۳۶۸–۱۳۶۷  | —                       |            |
| معاون اطلاعات و عملیات                      |                 | —                | غلامعلی رشید          | ۱۳۷۸–۱۳۶۸  | دریافت سرتیپ پاسدار     |            |
| معاون اطلاعات و عملیات                      |                 | سرتیپ            | بهروز سلیمانجاه       | ۱۳۸۱–۱۳۷۸  | —                       |            |
| معاون اطلاعات و عملیات                      |                 | سرتیپ پاسدار     | محمد باقری            | ۱۳۹۳–۱۳۸۱  | ترفیع به سرلشکر پاسدار  |            |
| معاون اطلاعات و امنیت                       |                 | سرتیپ پاسدار     | غلامرضا محرابی        | ۱۴۰۴– ؟    | —                       |            |
| معاون امور بسیج و فرهنگ دفاعی               |                 | سرتیپ پاسدار     | محمدباقر ذوالقدر      | ۱۳۸۹–۱۳۸۶  | —                       |            |
| معاون امور بسیج و فرهنگ دفاعی               |                 | سرتیپ پاسدار     | اکبر ابراهیم‌زاده      | ۱۳۹۱–۱۳۸۹  | —                       |            |
| معاون امور بسیج و فرهنگ دفاعی               |                 | سرتیپ پاسدار     | حسین صالحی‌اصل         | ۱۳۹۵–۱۳۹۱  | —                       |            |
| معاون امور بسیج و فرهنگ دفاعی               |                 | سرتیپ پاسدار     | ابوالفضل شکارچی       | ۱۳۹۷–۱۳۹۵  | —                       |            |
| معاون امور راهبردی و اشراف کلی              |                 | سرلشکر پاسدار    | مصطفی ایزدی           | اکنون–۱۳۸۹ |                         |            |
| معاون بازرسی                                |                 | سرتیپ            | علی صیاد شیرازی       | ۱۳۷۸–۱۳۶۸  | ترفیع به سرلشکر         |            |
| معاون بازرسی                                |                 | سرتیپ پاسدار     | هدایت لطفیان          | ۱۳۸۱–۱۳۷۹  | —                       |            |
| معاون بازرسی                                |                 | سرتیپ            | بهروز سلیمانجاه       | ۱۳۸۲–۱۳۸۱  | —                       |            |
| معاون بازرسی                                |                 | سرتیپ            | عطاءالله صالحی        | ۱۳۸۴–۱۳۸۲  | —                       |            |
| معاون بازرسی                                |                 | سرتیپ            | عبدالعلی پورشاسب      | ۱۳۹۲–۱۳۸۴  | —                       |            |
| معاون بازرسی                                |                 | سرتیپ            | محمدرضا قرایی آشتیانی | ۱۳۹۸–۱۳۹۲  | —                       |            |
| معاون بهداشت و درمان                        | —               | —                | سید علیرضا مرندی      | ۱۳۶۸–۱۳۶۷  | —                       |            |
| معاون بهداشت و درمان                        |                 | سرتیپ پاسدار     | نصرالله فتحیان        | ۱۳۹۴–۱۳۸۶  | —                       |            |
| معاون بهداشت و درمان                        |                 | سرتیپ دوم پاسدار | حسن عراقی‌زاده         | اکنون–۱۳۹۴ |                         |            |
| معاون طرح و برنامه و بودجه                  | —               | —                | مسعود روغنی زنجانی    | ۱۳۶۸–۱۳۶۷  | —                       |            |
| معاون طرح و برنامه و بودجه                  |                 | —                | حسین امیرمؤید         | ۱۳۷۲–۱۳۶۸  | —                       |            |
| معاون طرح و برنامه و بودجه                  |                 | سرتیپ پاسدار     | مصطفی ایزدی           | ۱۳۸۵–۱۳۷۲  | —                       |            |
| معاون طرح و برنامه و بودجه                  |                 | سرتیپ پاسدار     | سعید مجردی            | ۱۳۸۹–۱۳۸۵  | —                       |            |
| معاون طرح و برنامه و بودجه                  |                 | دریادار پاسدار   | اصغر صالح اصفهانی     | ۱۳۹۹–۱۳۸۹  | —                       |            |
| معاون طرح و برنامه و بودجه                  |                 | سرتیپ پاسدار     | ایوب سلیمانی          | اکنون–۱۳۹۹ |                         |            |
| معاون علوم، تحقیقات و فناوری                |                 | سرتیپ پاسدار     | محمد مهدی‌نژاد نوری    | اکنون–۱۳۹۹ |                         |            |
| معاون عملیات                                |                 | سرتیپ            | مصطفی سلامی           | ۱۳۹۱–؟     | —                       |            |
| معاون عملیات                                |                 | سرتیپ پاسدار     | علی شادمانی           | ۱۳۹۵–۱۳۹۱  | —                       |            |
| معاون عملیات                                |                 | سرتیپ پاسدار     | مهدی ربانی            | ۱۴۰۴–۱۳۹۵  | —                       |            |
| معاون فرهنگی و تبلیغات دفاعی                | —               | —                | سید محمد خاتمی        | ۱۳۶۹–۱۳۶۷  | —                       |            |
| معاون فرهنگی و تبلیغات دفاعی                | —               | —                | مهدی چمران            | ۱۳۷۹–۱۳۶۹  | —                       |            |
| معاون فرهنگی و تبلیغات دفاعی                |                 | سرتیپ پاسدار     | علیرضا افشار          | ۱۳۸۶–۱۳۷۹  | —                       |            |
| معاون فرهنگی و تبلیغات دفاعی                |                 | سرتیپ پاسدار     | سید مسعود جزایری      | ۱۳۹۷–۱۳۸۶  | —                       |            |
| معاون فرهنگی و تبلیغات دفاعی                |                 | سرتیپ پاسدار     | ابوالفضل شکارچی       | اکنون–۱۳۹۷ |                         |            |
| معاون نیروی انسانی                          |                 | —                | علیرضا افشار          | ۱۳۶۸–۱۳۶۷  | —                       |            |
| معاون نیروی انسانی                          |                 | سرتیپ دوم        | محمدباقر خوش‌نویسان    | ۱۳۷۹–۱۳۶۸  | ترفیع به سرتیپ          |            |
| معاون نیروی انسانی                          |                 | سرتیپ            | اکبر دیانت‌فر          | ۱۳۸۰–۱۳۷۹  | —                       |            |
| معاون نیروی انسانی                          |                 | سرتیپ            | عطاءالله صالحی        | ۱۳۸۲–۱۳۸۰  | —                       |            |
| معاون نیروی انسانی                          |                 | سرتیپ            | حسین یاسینی           | ۱۳۸۵–۱۳۸۲  | —                       |            |
| معاون نیروی انسانی                          |                 | سرتیپ            | امیر حاتمی            | ۱۳۹۰–۱۳۸۵  | —                       |            |
| معاون نیروی انسانی                          |                 | سرتیپ            | محمدحسن باقری         | ۱۳۹۵–۱۳۹۰  | —                       |            |
| معاون نیروی انسانی                          |                 | سرتیپ پاسدار     | محمدجواد زاده‌کمند     | اکنون–۱۳۹۵ |                         |            |
| معاون هماهنگ‌کننده                           |                 | سرتیپ            | حسین حسنی سعدی        | ۱۳۹۵–۱۳۷۸  | ترفیع به سرلشکر         |            |
| معاون هماهنگ‌کننده                           |                 | سرتیپ پاسدار     | علی عبداللهی          | اکنون–۱۳۹۵ |                         |            |
| معاون همکاری‌های بین‌المللی                   |                 | سرتیپ پاسدار     | قدیر نظامی‌پور         | ؟–؟        | —                       |            |
| معاون همکاری‌های بین‌المللی                   |                 | سرتیپ            | محمد احدی             | اکنون–؟    |                         |            |
| سایر مقامات                                 |                 |                  |                       |            |                         |            |
| رئیس دفتر عقیدتی سیاسی                      | —               | —                | محمدمهدی موحدی کرمانی | ۱۳۷۴–۱۳۶۸  | —                       |            |
| رئیس دفتر عقیدتی سیاسی                      | —               | —                | غلامرضا صفایی         | ۱۳۹۶–۱۳۷۴  | —                       |            |
| رئیس دفتر عقیدتی سیاسی                      | —               | —                | علی سعیدی شاهرودی     | اکنون–۱۳۹۶ | —                       |            |
| رئیس دفتر عمومی حفاظت اطلاعات               |                 | سروان            | محمدعلی نظران         | ۱۳۷۳–۱۳۶۹  | —                       |            |
| رئیس دفتر عمومی حفاظت اطلاعات               |                 | سرتیپ            | عبدالله نجفی          | ۱۳۸۳–۱۳۷۳  | —                       |            |
| رئیس دفتر عمومی حفاظت اطلاعات               |                 | سرتیپ            | سید حسام هاشمی        | ۱۳۹۱–۱۳۸۳  | —                       |            |
| رئیس سازمان حفاظت اطلاعات                   |                 | سرتیپ پاسدار     | رحیم یعقوبی           | ۱۴۰۱–؟     | —                       |            |
| رئیس سازمان پدافند غیر عامل کشور            |                 | سرتیپ پاسدار     | محمدرضا نقدی          | ۱۳۸۴–۱۳۸۲  | —                       |            |
| رئیس سازمان پدافند غیر عامل کشور            |                 | سرتیپ پاسدار     | غلامرضا جلالی         | اکنون–۱۳۸۴ |                         |            |
| رئیس بنیاد حفظ آثار و نشر ارزش‌های دفاع مقدس | —               | —                | مهدی چمران            | ۱۳۷۹–۱۳۶۹  | —                       |            |
| رئیس بنیاد حفظ آثار و نشر ارزش‌های دفاع مقدس |                 | سرتیپ پاسدار     | علیرضا افشار          | ۱۳۸۳–۱۳۷۹  | —                       |            |
| رئیس بنیاد حفظ آثار و نشر ارزش‌های دفاع مقدس |                 | سرتیپ پاسدار     | سید محمد باقرزاده     | ۱۳۹۱–۱۳۸۳  | —                       |            |
| رئیس بنیاد حفظ آثار و نشر ارزش‌های دفاع مقدس |                 | سرتیپ دوم پاسدار | بهمن کارگر            | اکنون–۱۳۹۱ | ترفیع به سرتیپ پاسدار   |            |
| رئیس اداره عقیدتی و سیاسی                   | —               | —                | عبدالعلی گواهی        | اکنون–۱۳۹۹ | —                       |            |